# Tartária

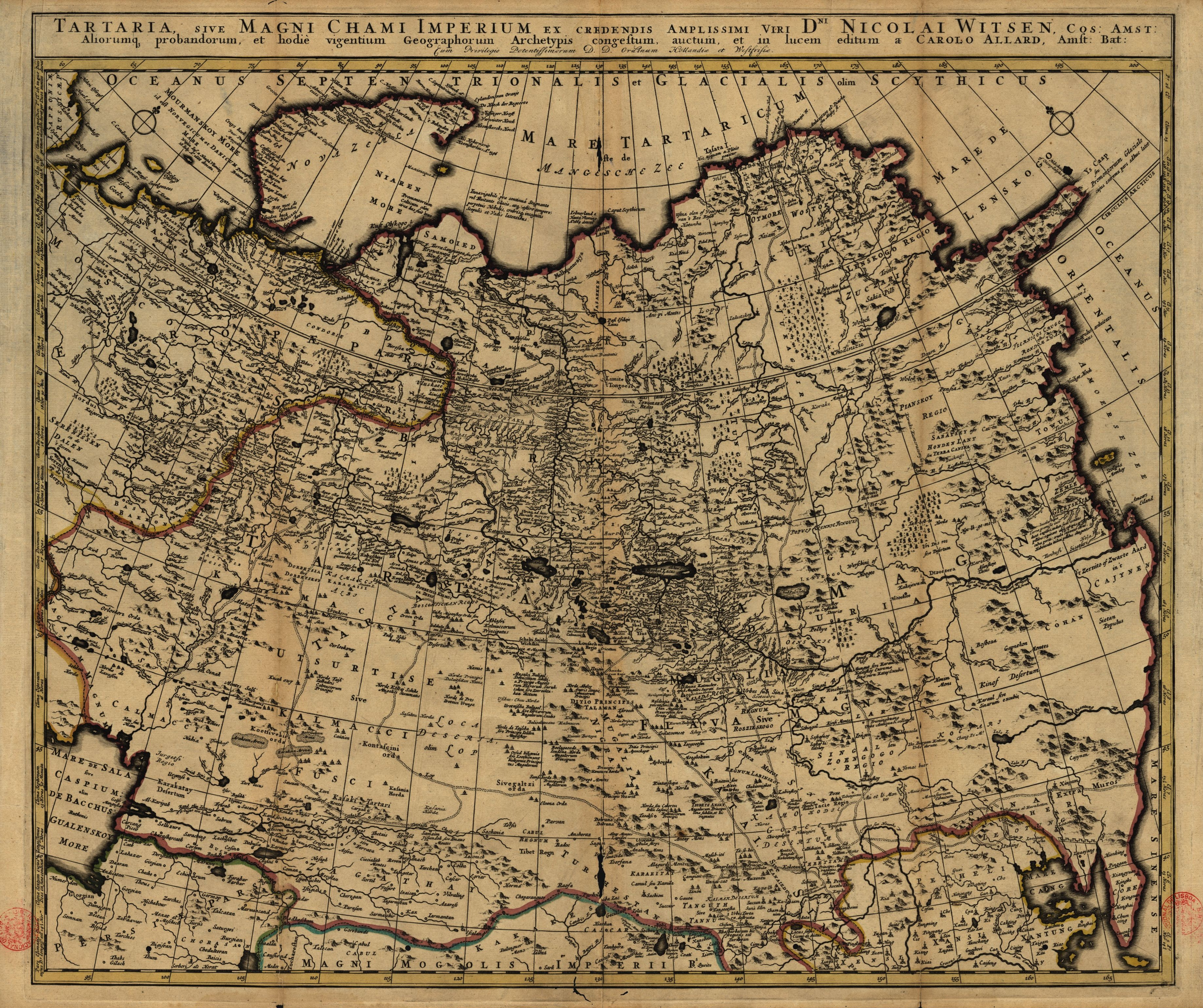
Em 1705 o burgomestre de Amsterdã, Nicolaes Witsen, publicou este mapa da Tartária ("Terra dos Tártaros").

A Tartária (em latim: Tataria, também conhecida como Grande Tartária [Tartaria Magna]) era um nome utilizado por europeus desde a Idade Média até o século XX para designar uma grande extensão de território da Ásia Central e setentrional que se estendia do Mar Cáspio e das Montanhas Urais até o Oceano Pacífico, habitado pelos povos turcomanos e mongóis do Império Mongol, genericamente chamados de tártaros. O território conhecido por este nome abrange as regiões atuais da Sibéria, Turquestão (com exceção do Turquestão Oriental), Grande Mongólia, Manchúria e, por vezes, o Tibete.

## Geografia e história
A Tartária frequentemente era dividida em seções, com prefixos que indicavam o nome da autoridade dominante ou da localização geográfica. Assim, a Sibéria ocidental era a "Tartária Moscovita" ou "Russa", o Turquestão oriental (posteriormente o Xinjiang chinês) e a Mongólia eram a "Tartária de Catai" ou "Chinesa", o Turquestão ocidental (mais tarde conhecido como Turquestão Russo) era conhecido como "Tartária Independente", e a Manchúria como "Tartária Oriental".
À medida que o Império Russo se expandiu para leste, mais da Tartária foi se tornando conhecido para os europeus, e o termo passou gradualmente a ser menos usado. As regiões europeias a norte do Mar Negro que eram habitadas por povos turcomanos ficaram conhecidas como Pequena Tartária.
O "deserto de Komul da Tartária" foi mencionado pelo pensador alemão Immanuel Kant em suas Observações sobre o Sentimento do Belo e do Sublime como uma "grande [e] infinita solidão".

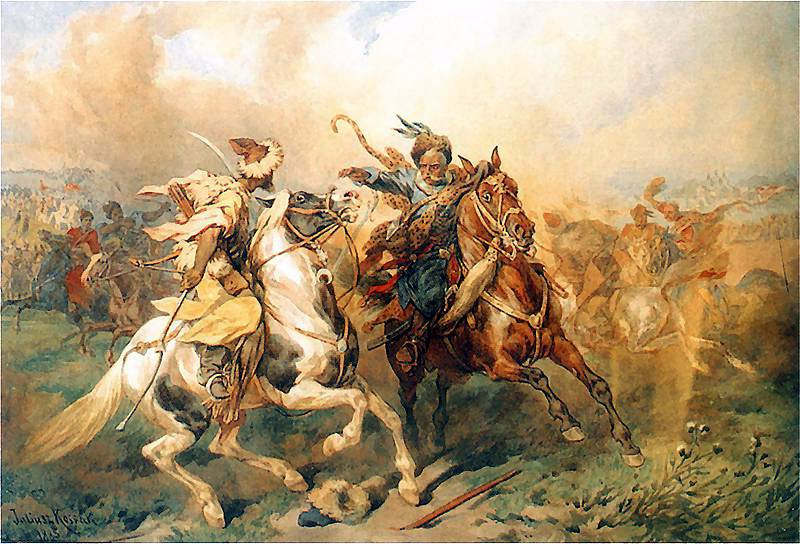
Tartáros.

Na Rússia há o Tataristão ou República Autônoma da Tartária, cuja capital é Qazan e que é atravessado pelo rio Volga. Em 21 de março de 1992 a região aprovou sua soberania através do voto, apesar de não desejar a independência. A nação é responsável por 23% da produção de petróleo da Rússia.